# Юнацька збірна Сирії з футболу (U-17)
Молодіжна збірна Сирії з футболу — футбольна збірна, що складається з гравців віком до 17 років, яка представляє Сирію у міжнародних матчах і на турнірах з футболу. Створена 2002 року і контролюється Сирійською футбольною асоціацією. Найвищим досягненням є четверте місце на Кубку Азії 2006 року серед 16-річних.

## Статистика

### Чемпіонат світу
| Юнацький чемпіонат світу з футболу | Юнацький чемпіонат світу з футболу | Юнацький чемпіонат світу з футболу | Юнацький чемпіонат світу з футболу | Юнацький чемпіонат світу з футболу | Юнацький чемпіонат світу з футболу | Юнацький чемпіонат світу з футболу | Юнацький чемпіонат світу з футболу | Юнацький чемпіонат світу з футболу |
| Рік                                | Результат                          | І                                  | В                                  | Н                                  | П                                  | ГЗ                                 | ГП                                 |                                    |
| ---------------------------------- | ---------------------------------- | ---------------------------------- | ---------------------------------- | ---------------------------------- | ---------------------------------- | ---------------------------------- | ---------------------------------- | ---------------------------------- |
| 2003                               | Не кваліфікувались                 | -                                  | -                                  | -                                  | -                                  | -                                  | -                                  |                                    |
| 2005                               | Не брав участі                     | -                                  | -                                  | -                                  | -                                  | -                                  | -                                  |                                    |
| 2007                               | 1/8 фіналу                         | 4                                  | 1                                  | 1                                  | 2                                  | 4                                  | 5                                  |                                    |
| 2009                               | Не кваліфікувались                 | -                                  | -                                  | -                                  | -                                  | -                                  | -                                  |                                    |
| 2011                               | Не кваліфікувались                 | -                                  | -                                  | -                                  | -                                  | -                                  | -                                  |                                    |
| 2013                               | Не кваліфікувались                 | -                                  | -                                  | -                                  | -                                  | -                                  | -                                  |                                    |
| Всього                             |                                    | 4                                  | 1                                  | 1                                  | 2                                  | 4                                  | 5                                  |                                    |

### Кубок Азії
| Кубок Азії з футболу (U-16) | Кубок Азії з футболу (U-16) | Кубок Азії з футболу (U-16) | Кубок Азії з футболу (U-16) | Кубок Азії з футболу (U-16) | Кубок Азії з футболу (U-16) | Кубок Азії з футболу (U-16) | Кубок Азії з футболу (U-16) | Кубок Азії з футболу (U-16) |
| Рік                         | Результат                   | І                           | В                           | Н                           | П                           | ГЗ                          | ГП                          |                             |
| --------------------------- | --------------------------- | --------------------------- | --------------------------- | --------------------------- | --------------------------- | --------------------------- | --------------------------- | --------------------------- |
| 2002                        | Чвертьфінал                 | 4                           | 1                           | 1                           | 2                           | 3                           | 4                           |                             |
| 2004                        | Не брав участі              | -                           | -                           | -                           | -                           | -                           | -                           |                             |
| 2006                        | 4 місце                     | 6                           | 3                           | 1                           | 2                           | 14                          | 7                           |                             |
| 2008                        | Чвертьфінал                 | 4                           | 2                           | 1                           | 1                           | 6                           | 4                           |                             |
| 2010                        | Чвертьфінал                 | 4                           | 1                           | 2                           | 1                           | 4                           | 4                           |                             |
| 2012                        | Чвертьфінал                 | 0                           | 0                           | 0                           | 0                           | 0                           | 0                           |                             |
| Всього                      |                             | 18                          | 7                           | 5                           | 6                           | 27                          | 19                          |                             |